# Фактор-категорія
Для  абелевих фактор-категорій, що породжуються підкатегорією Сере, див. Абелева фактор-категорія.
У математиці фактор-категорія — це категорія, що отримується із іншої категорії шляхом ототожнювання множин морфізмів. Формально кажучи, це фактор-об'єкт в категорії малих категорій, аналогічно до фактор-групи або фактор-простору, але в сенсі категорій.

## Означення
Нехай {\displaystyle C} — категорія. {\displaystyle R} —  відношення конґруентності на категорії {\displaystyle C}, що визначається наступним чином: для кожної пари об'єктів {\displaystyle X,Y\in C} існує  відношення еквівалентності {\displaystyle \operatorname {Hom} (X,Y)} — відношення еквівалентності відносно композиції морфізмів. Тобто, якщо
{\displaystyle f_{1},f_{2}\colon \ X\to Y}
еквівалентні на {\displaystyle \operatorname {Hom} (X,Y)} і
{\displaystyle g_{1},g_{2}\colon \ Y\to Z}
еквівалентні на {\displaystyle \operatorname {Hom} (Y,Z)}, тоді {\displaystyle g_{1}f_{1}} і {\displaystyle g_{2}f_{2}} еквівалентні на {\displaystyle \operatorname {Hom} (X,Z)}.
Для заданого відношення конґруентності  {\displaystyle R} на категорії {\displaystyle C} можна визначити фактор-категорію {\displaystyle C/R} як категорію, об'єкти якої з категорії {\displaystyle C}, і морфізми якої — класи еквівалентності морфізмів категорії  {\displaystyle C}. Тобто
{\displaystyle \operatorname {Hom} _{C/R}{\big (}X,Y{\big )}=\operatorname {Hom} _{C}{\big (}X,Y{\big )}/R_{X,Y}.}
Композиція морфізмів на {\displaystyle C/R} є однозначно визначеною, оскільки {\displaystyle R} є відношенням конґруентності.

## Властивості
Існує природній фактор-функторкатегорії {\displaystyle C} в фактор-категорію {\displaystyle C/R}, який переводить кожен морфізм у його клас еквівалентності. Цей функтор є бієктивним на об'єктах і сюр'єктивним на {\displaystyle \operatorname {Hom} }-множинах (тобто є повним функтором).
Кожний функтор {\displaystyle F\colon C\to D} визначає конґруенцію на категорії {\displaystyle C}, тобто {\displaystyle f\sim g} тоді й лише тоді, коли {\displaystyle F(f)=F(g)}. Тоді функтор {\displaystyle F} факторизується єдиним чином завдяки фактор-функтору {\displaystyle C\to C/{\sim }}. Це можна розглядати як першу теорему про ізоморфізм для категорій.

## Приклади
- Моноїди і групи можна розглянути як категорії з одного об'єкту. У цьому випадку фактор-категорія збігається з таким поняттям як фактор-моноїд або фактор-група.
- Гомотопна категорія топологічних просторів[en] hTop є фактор-категорією простору Top, категорії топологічних просторів[en]. Класи еквівалентності морфізмів є гомотопними класами неперервних відображень.
- Нехай {\displaystyle k} — поле і розгянемо абелеву категорію {\displaystyle \operatorname {Mod} (k)} усіх векторних просторів над полем {\displaystyle k} з {\displaystyle k}-лінійними відображеннями як морфізмами. Щоб "знищити" усі скінченновимірні простори, можемо назвати два лінійних відображення {\displaystyle f,g\colon X\to Y} конґруентими тоді й лише тоді, коли їх різниця має скінченновимірний образ. В отриманій фактор-категорії усі скінченновимірні векторні простори ізоморфні нулю. (Насправді це приклад адитивних фактор-категорій, див. нижче.)

## Суміжні поняття

### Адитивні фактор-категорії за ідеалами
Якщо {\displaystyle C} адитивна категорія і відношення конґруентності {\displaystyle \sim } над {\displaystyle C} є адитивним (тобто, якщо {\displaystyle f_{1},f_{2}}, {\displaystyle g_{1}} і {\displaystyle g_{2}} є морфізмами із {\displaystyle X} в {\displaystyle Y}, причому {\displaystyle f_{1}\sim f_{2}} і {\displaystyle g_{1}\sim g_{2}}, тоді {\displaystyle f_{1}+g_{1}\sim f_{2}+g_{2}})), тоді  фактор-категорія {\displaystyle C/{\sim }} також буде адитивною, і фактор-функтор {\displaystyle C\to C/{\sim }} також буде адитивним функтором.
Концепція адитивного відношення конґруентності є еквівалентною концепції двостороннього ідеалу морфізмів: для будь-яких об'єктів {\displaystyle X} і {\displaystyle Y} задана адитивна підгрупа {\displaystyle I(X,Y)} з {\displaystyle \operatorname {Hom} _{C}(Y,Z)} така, що для усіх {\displaystyle f\in I(X,Y)}, {\displaystyle g\in \operatorname {Hom} _{C}(Y,Z)} і {\displaystyle h\in \operatorname {Hom} _{C}(W,X)} отримуємо {\displaystyle gf\in I(X,Z)} і {\displaystyle fh\in I(W,Y)}. Два морфізми із {\displaystyle \operatorname {Hom} _{C}(X,Y)} є конґруентими тоді й лише тоді, коли їх різниця належить {\displaystyle I(X,Y)}.
Будь-яке унітальне  кільце може бути розглянуте як адитивна категорія з одного об'єкту і адитивна фактор-категорія, визначена вище, у цьому випадку збігається з поняттям фактор-кільця за двостороннім ідеалом.

### Локалізація категорії
Локалізація категорії породжує нові морфізми, щоб перетворити деякі мофірзми із вихідної категорії на ізоморфізми. Як правило, це приводить до збільшення кількості морфізмів між об'єктами, а не зменшує їх, як у випадку фактор-категорій. Але в обох конструкціях часто трапляється, що ізоморфними стають два об'єкта, які не були ізоморфізмами в вихідній категорії.

### Абелеві фактор-категорії Сере
Абелева фактор-категорія Сере, що породжується підкатегорією Сере, — це нова абелева категорія, яка подібна до фактор-категорії, але також в багатьох випадках має характер локалізації категорії.